# Ustaritz Aldekoaotalora Astarloa
Ustaritz Aldekoaotalora Astarloa (Abadiño, 16 de febrer de 1983) és un exfutbolista basc que jugava com a defensa central.